# Indotyphlops schmutzi
Indotyphlops schmutzi är en ormart som beskrevs av Auffenberg 1980. Indotyphlops schmutzi ingår i släktet Indotyphlops och familjen maskormar. Inga underarter finns listade i Catalogue of Life.
Denna orm förekommer på öarna Komodo och Flores i Indonesien. Indotyphlops schmutzi gräver i lövskiktet och i det översta jordlagret. På öarna växer främst torra städsegröna skogar. Honor lägger antagligen ägg.
För beståndet är inga hot kända. I utbredningsområdet ingår flera skyddszoner. IUCN kategoriserar arten globalt som livskraftig.